# Re (kana)

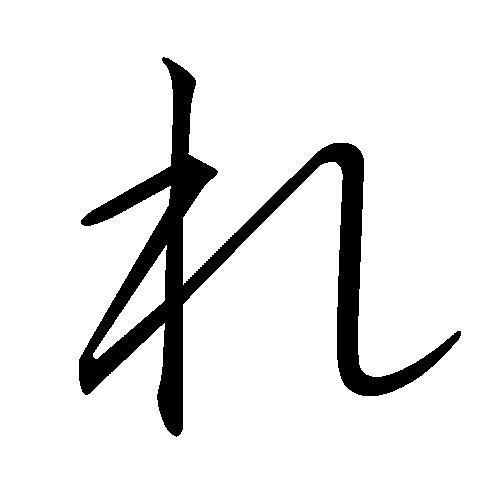
Re w hiraganie.

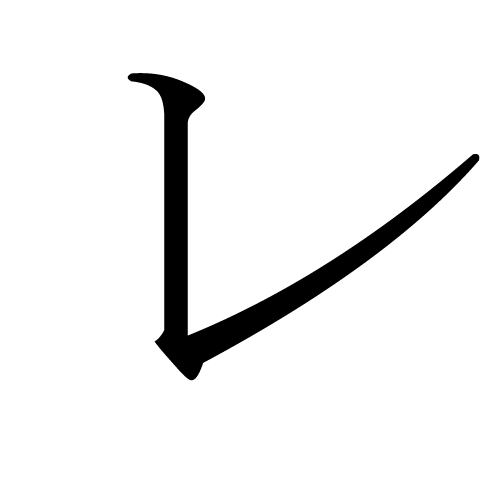
Re w katakanie.

Re – czterdziesty drugi (dawniej czterdziesty czwarty) znak japońskich sylabariuszy hiragana (れ) i katakana (レ). Reprezentuje on sylabę re. Pochodzi bezpośrednio od znaku kanji 礼 (obydwie wersje). Z racji nierozróżniania w japońskim głosek R i L (bezdźwięczne R), znak ten może być czytany też jako le.